# Michele Troiani
Michele Troiani (Verona, Italia, 21 de julio de 1996) es un futbolista italiano. Juega como defensa.

## Trayectoria

### Préstamo a Benevento
El 26 de agosto de 2015, Troiani fue cedido al Benevento de la Serie C durante toda la temporada. El 13 de septiembre hizo su debut profesional como suplente en la Serie C con el Benevento sustituyendo a Francesco Mazzarani en el minuto 80 del empate 1-1 ante el Lupa Castelli Romani. El 23 de septiembre disputó su primer partido completo con Benevento en el empate 0-0 en casa contra Messina. El 2 de abril de 2016 anotó su primer gol profesional en el minuto 62 de la victoria en casa por 3-2 sobre Ischia. Troiani terminó su préstamo de toda la temporada con Benevento en total hizo 19 apariciones y 1 gol, también ayudó al equipo a ganar el título de la Serie C.

### Préstamo a Triestina
Después de pasar toda la temporada 2016-17 como suplente para ChievoVerona, el 17 de agosto de 2017, fue firmado por Triestina de la Serie C en un acuerdo de préstamo durante toda la temporada. El 3 de septiembre hizo su debut con Triestina en la Serie C en el empate 1-1 en casa contra Reggiana, jugó todo el partido. El 5 de noviembre marcó su primer gol con Triestina en el minuto 50 y el segundo después de los 22 minutos en la victoria por 4-2 sobre Pordenone. Troiani terminó su préstamo de toda la temporada al Triestina haciendo 17 apariciones, 12 como titular y 2 goles.

### Préstamo a Piacenza
El 13 de julio de 2018, Troiani fue cedido al Piacenza de la Serie C en un acuerdo de préstamo durante toda la temporada. El 29 de julio debutó con el Piacenza como suplente sustituyendo a Cristian Cauz en el minuto 91, pero fue expulsado con doble tarjeta amarilla en el minuto 107 en la derrota por 5-3 en los penaltis tras un 1– 1 empate a domicilio ante el Monopoli en la primera ronda de la Copa Italia. El 26 de septiembre hizo su debut en la Serie C con el Piacenza en la victoria a domicilio por 4-3 sobre el Gozzano, jugó todo el partido. El 17 de octubre, Troiani fue expulsado por segunda vez esta temporada con una doble tarjeta amarilla en el minuto 58 de la victoria por 2-1 en casa sobre el Carrarese. El 5 de noviembre jugó su primer partido completo con el Piacenza en la Serie C, ganando 2-0 a la Juventus Sub-23. Una semana después, marcó su primer gol en el minuto 15 en la victoria en casa por 3-1 sobre el Pro Piacenza. El 9 de diciembre marcó su segundo gol en el minuto 67 en la victoria en casa por 3-1 sobre el Arzachena.

## Clubes
| Club               | País   | Año       |
| ------------------ | ------ | --------- |
| ChievoVerona       | Italia | 2014-2020 |
| Benevento (cesión) | Italia | 2015-2016 |
| Triestina (cesión) | Italia | 2017-2018 |
| Piacenza (cesión)  | Italia | 2018-2019 |

## Estadísticas
| Club               | Temporada     | Liga          | Liga  | Liga  | Copa  | Copa  | Europa | Europa | Otros | Otros | Total | Total |
| Club               | Temporada     | División      | Part. | Goles | Part. | Goles | Part.  | Goles  | Part. | Goles | Part. | Goles |
| ------------------ | ------------- | ------------- | ----- | ----- | ----- | ----- | ------ | ------ | ----- | ----- | ----- | ----- |
| Benevento (cesión) | 2015–16       | Serie C       | 19    | 1     | 0     | 0     | —      | —      | —     | —     | 19    | 1     |
| ChievoVerona       | 2016–17       | Serie A       | 0     | 0     | 0     | 0     | —      | —      | —     | —     | 0     | 0     |
| Triestina (cesión) | 2017–18       | Serie C       | 17    | 2     | 0     | 0     | —      | —      | —     | —     | 17    | 2     |
| Piacenza (cesión)  | 2018–19       | Serie C       | 11    | 2     | 1     | 0     | —      | —      | —     | —     | 12    | 2     |
| Carrera total      | Carrera total | Carrera total | 47    | 5     | 1     | 0     | —      | —      | —     | —     | 48    | 5     |

## Palmarés

### Campeonatos nacionales
| Título  | Equipo    | País   | Año     |
| ------- | --------- | ------ | ------- |
| Serie C | Benevento | Italia | 2015-16 |